# Nicholas Schmassmann
Nicholas "Niggi" Schmassmann (Basilea, 18 de febrero de 1960) es un piloto de motociclismo de velocidad suizo, que compitió regularmente en el Campeonato Mundial de Motociclismo desde 1988 hasta 1996.

## Biografía
Inició su carrera motociclística en 1981, debuitando a nivel internacional en 1988, corriendo el campeonato Europeo y el Mundial de la categoría de 500cc. En el Europeo fue 19.º, mientras que en el Mundial no consiguió ni un solo punto. La temporada siguiente acabó décimo en el Europeo y obtiene su primer punto en el Mundial, con el 14.º puesto en el GP de Australia y el 10.º en el GP de las Naciones (28.º al final de la temporada en la clasificación general).
En la temporada 1990 realizó su mejor actuación en el Mundial, con un 19.º posición en la clasificación general. La carrera de Schmassmann continuó en los año siguientes, obteniendo cuatro títulos del campeonato alemán de la categoría de 500cc (1993, 1995, 1996 y 1997). Su última presencia fue en el Mundial de 1996 con una sola carrera en el Gran Premio de Alemania donde participó con una piloto invitado.
En los años posteriores, participó en el Mundial de Campeonato de Resistencia, obteniendo el noveno puesto final en 1999.

### Carreras por temporada
```
1969 a 1987:
```

| Posición | 1  | 2  | 3  | 4 | 5 | 6 | 7 | 8 | 9 | 10 |
| Pts.     | 15 | 12 | 10 | 8 | 6 | 5 | 4 | 3 | 2 | 1  |

Sistema de puntuación de 1988 a 1992:
| Posición | 1  | 2  | 3  | 4  | 5  | 6  | 7 | 8 | 9 | 10 | 11 | 12 | 13 | 14 | 15 |
| Pts.     | 20 | 17 | 15 | 13 | 11 | 10 | 9 | 8 | 7 | 6  | 5  | 4  | 3  | 2  | 1  |

```
1993:
```

| Posición | 1  | 2  | 3  | 4  | 5  | 6  | 7 | 8 | 9 | 10 | 11 | 12 | 13 | 14 | 15 |
| Pts.     | 25 | 20 | 16 | 13 | 11 | 10 | 9 | 8 | 7 | 6  | 5  | 4  | 3  | 2  | 1  |

| Año  | Cat.  | Moto       | 1       | 2      | 3       | 4       | 5       | 6       | 7       | 8       | 9       | 10      | 11      | 12      | 13      | 14      | 15      | Pts. | Posición |
| ---- | ----- | ---------- | ------- | ------ | ------- | ------- | ------- | ------- | ------- | ------- | ------- | ------- | ------- | ------- | ------- | ------- | ------- | ---- | -------- |
| 1988 | 500cc | Honda      | JAP -   | USA -  | ESP 19  | EXP 16  | NAC 26  | ALE 24  | AUT 19  | NED Ret | BEL 28  | YUG DNQ | FRA 23  | GBR 25  | SWE Ret | CHE 22  | BRA -   | 0    | -        |
| 1989 | 500cc | Honda      | JAP -   | AUS 15 | USA Ret | ESP Ret | NAC 10  | ALE Ret | AUT 21  | YUG 20  | NED 23  | BEL 19  | FRA 21  | GBR Ret | SWE 16  | CHE Ret | BRA 17  | 8    | 28.º     |
| 1990 | 500cc | Honda      | JAP DNQ | USA 10 | ESP 12  | NAC 13  | ALE 13  | AUT -   | YUG 9   | NED 16  | BEL DNQ | FRA DNQ | GBR -   | SUE -   | CHE -   | HUN -   | AUS DNQ | 23   | 19.º     |
| 1991 | 500cc | Honda      | JAP DNQ | AUS 16 | USA 15  | ESP Ret | ITA Ret | ALE DNQ | AUT DNQ | EUR 15  | NED 15  | FRA Ret | GBR Ret | RSM DNQ | CHE 17  | VDM DNQ | MAL 14  | 5    | 24.º     |
| 1992 | 500cc | ROC-Yamaha | JAP DNQ | AUS 22 | MAL 16  | ESP 22  | ITA 21  | EUR 21  | ALE 18  | NED 17  | HUN Ret | FRA 15  | GBR 13  | BRA 19  | RSA 21  |         |         | 0    | -        |
| 1993 | 500cc | ROC-Yamaha | AUS -   | MAL -  | JAP -   | ESP -   | AUT -   | ALE Ret | NED -   | EUR -   | RSM -   | GBR -   | CZE -   | ITA -   | USA -   | FIM -   |         | 0    | -        |
| 1995 | 500cc | Yamaha     | AUS -   | MAL -  | JAP -   | ESP -   | ALE 20  | ITA -   | NED -   | FRA -   | GBR -   | CZE -   | RIO -   | ARG -   | EUR -   |         |         | 0    | -        |
| 1996 | 500cc | Suzuki     | MAL -   | IDN -  | JAP -   | ESP -   | ITA -   | FRA -   | NED -   | ALE 17  | GBR -   | AUT -   | CZE -   | IMO -   | CAT -   | RIO -   | AUS -   | 0    | -        |

| Color     | Resultado                                                               |
| --------- | ----------------------------------------------------------------------- |
| Oro       | Ganador                                                                 |
| Plata     | 2.ª plaza                                                               |
| Bronce    | 3.ª plaza                                                               |
| Verde     | Finalizó en los puntos                                                  |
| Azul      | Finalizó sin puntos                                                     |
| Azul      | NC - No clasificado                                                     |
| Violeta   | Ret - No terminó (Carrera)                                              |
| Rojo      | DNQ - No se clasificó                                                   |
| Negro     | DSQ - Descalificado                                                     |
| Blanco    | DNS - No empezó (carrera)                                               |
| Blanco    | WD - Retirado (fin de semana)                                           |
| Blanco    | C - Carrera cancelada                                                   |
| Sin color | DNP - Inscrito pero no participó                                        |
| Sin color | INJ - Lesionado                                                         |
| Sin color | EX - Excluido                                                           |
| Estado    | Resultado                                                               |
| Negrita   | Pole position                                                           |
| Cursiva   | Vuelta rápida                                                           |
| †         | Abandona, pero clasifica al completar el porcentaje requerido para ello |